# أنتوني دكستر
أنتوني دكستر (بالإنجليزية: Anthony Dexter) مواليد 19 يناير 1913 في تالميج، الولايات المتحدة - الوفاة 27 مارس 2001 في غريلي، الولايات المتحدة، هو ممثل أمريكي بدأ مسيرته الفنية سنة 1951. من أعماله ميلي الجديدة كليا.

## روابط خارجية
- أنتوني دكستر على موقع IMDb (الإنجليزية)
- أنتوني دكستر على موقع قاعدة بيانات برودواي على الإنترنت (الإنجليزية)
- أنتوني دكستر على موقع إن إن دي بي (الإنجليزية)
- أنتوني دكستر على موقع قاعدة بيانات الفيلم (الإنجليزية)